# ETA (firma)
ETA a. s. je česká obchodní firma s právní formou akciové společnosti, se sídlem v Praze-Karlíně. Společnost byla založena roku 1943 v Hlinsku, kde sídlila do roku 2011.  Pod obchodní značkou byla realizována výroba, prodej a opravy elektrických spotřebičů pro domácnosti (například žehličky, vařiče, vysavače, mixéry, fény a další). Od roku 2011 probíhá většina výroby v Asii, menší část se vyrábí v Miloticích nad Bečvou.

## Původ názvu

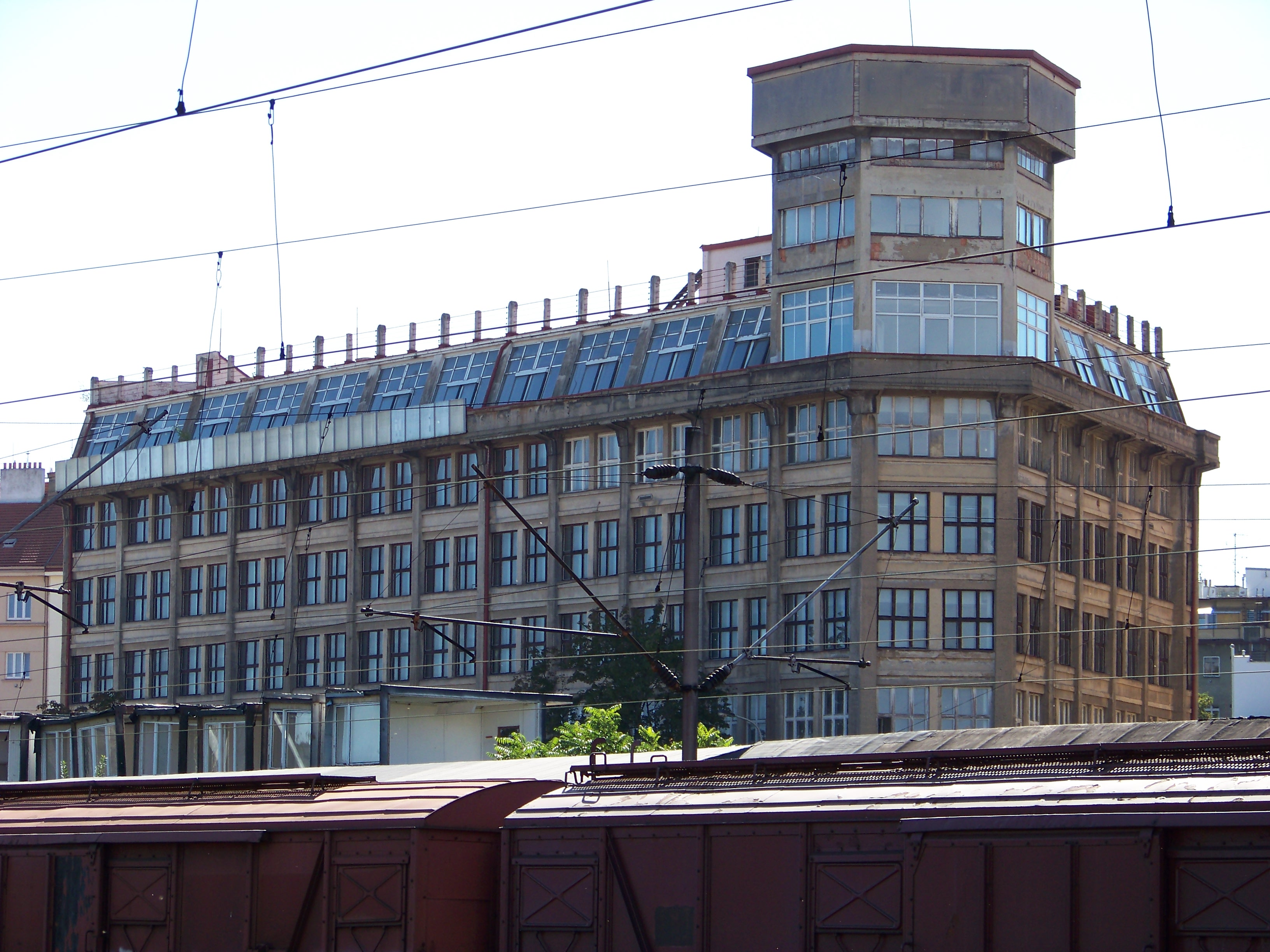
Bývalá továrna ETA u vršovického nádraží, Regula–ZPA Nusle

Původní obchodní značku ETA vlastnila akciová společnost ETA v Praze, název firmy byl odvozen ze slovního spojení Elektrotechnické aparáty. Společnost používající tuto značku sídlila od začátku dvacátých let 20. století v Praze-Vršovicích a zabývala se výrobou rozhlasových přístrojů, hracích automatů, transformátorů a elektrických ledniček. V roce 1929 byla ve tvaru oválné ochranné známky obchodní značka ETA zaregistrována. V roce 1939 většinu akcií společnosti ETA získala od původního vlastníka, pražského továrníka Bukovského, německá společnost Askania. Následně se výroba akciové společnosti ETA-Askania zaměřila na optické přístroje, včetně fotoaparátů.
V roce 1945 byla akciová společnost ETA-Askania znárodněna a jako výrobní závod začleněna do nově vzniklého národního podniku Meopta se sídlem v Přerově, na který přešla také práva vázající se k obchodní značce ETA. Meopta Přerov však obchodní značku ETA nevyužívala.

### Zajímavost
Na konci II. světové války vznikla v továrně společnosti ETA-Askania stojící v těsné blízkosti vršovického nádraží na katastru Nuslí povstalecká skupina, která zasáhla během pražského květnového povstání v roce 1945 do bojů v Praze. Zaměstnanci továrny sestavili tři improvizované obrněné vozy vybavené německými tříhlavňovými a rychlopalnými malorážními protiletadlovými děly, ke kterým se v továrně v průběhu války vyvíjela elektronika. Obrněná vozidla představovala poměrně velkou palebnou sílu. Geografická blízkost vršovického nádraží a továrny vyústila v provázání odbojové činnosti s povstaleckým velitelstvím odbojové skupiny Trávnice.

## Historie firmy

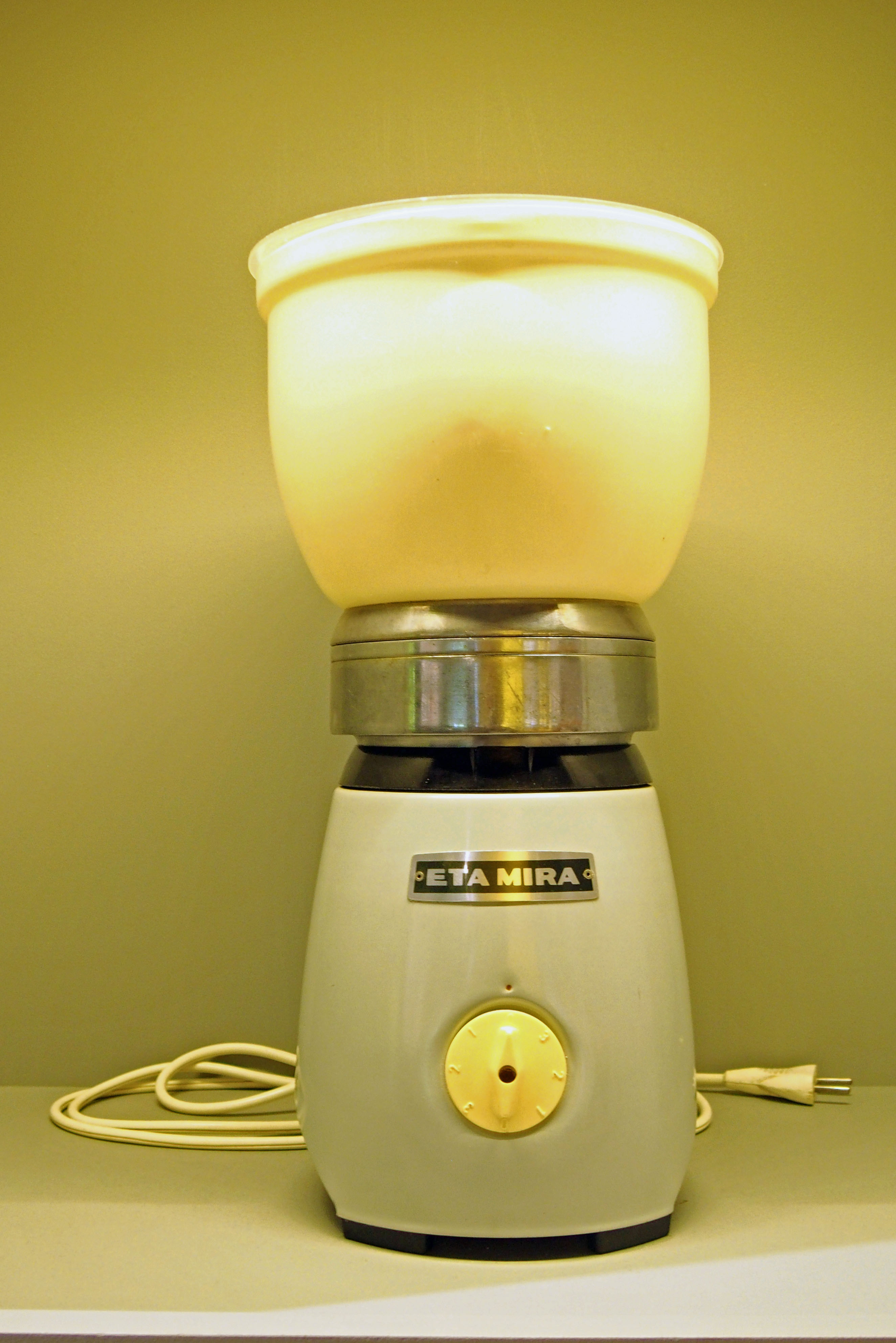
Mixér ETA Mira z roku 1963

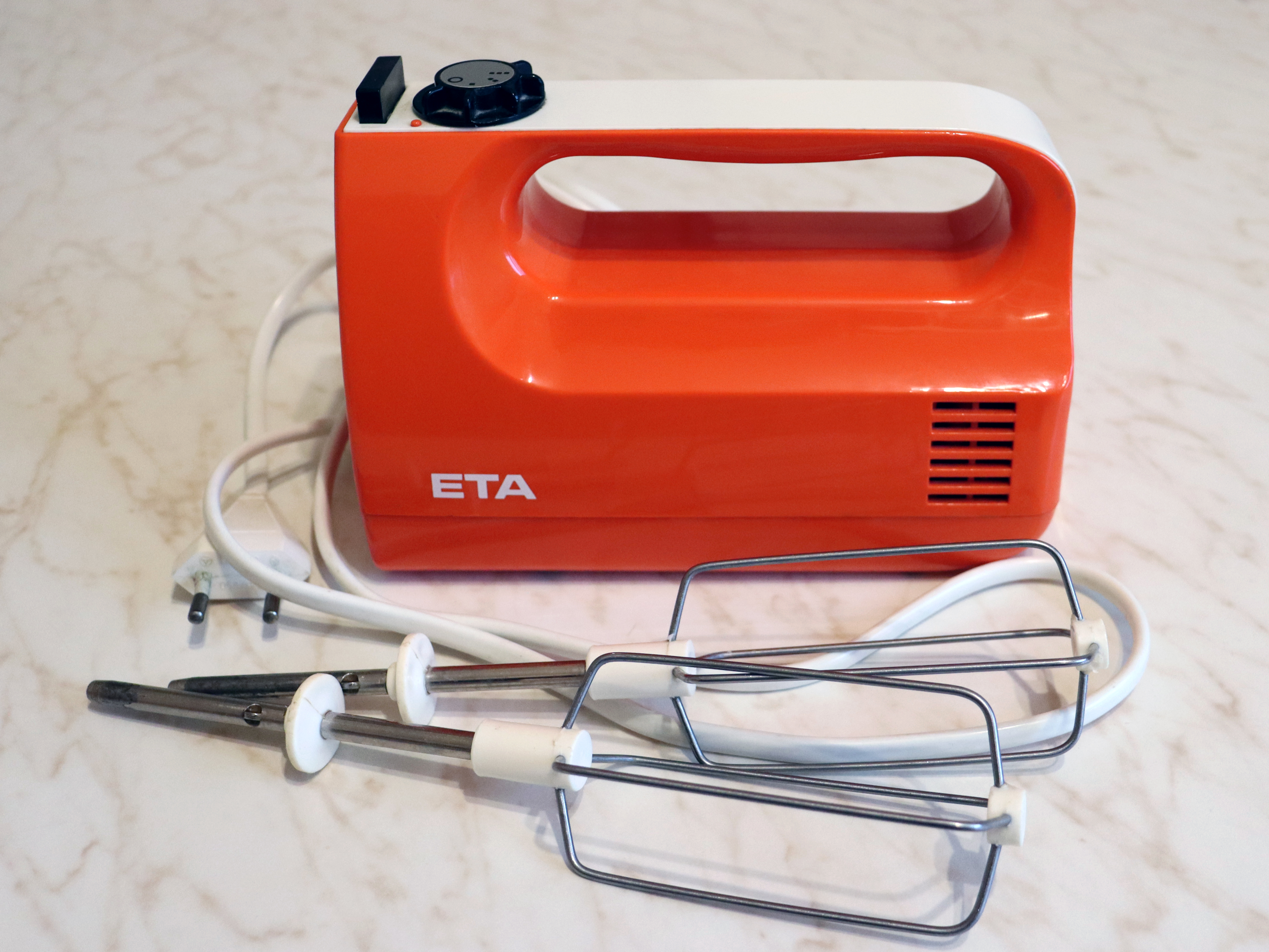
Ruční šlehač ETA 0042 z roku 1986

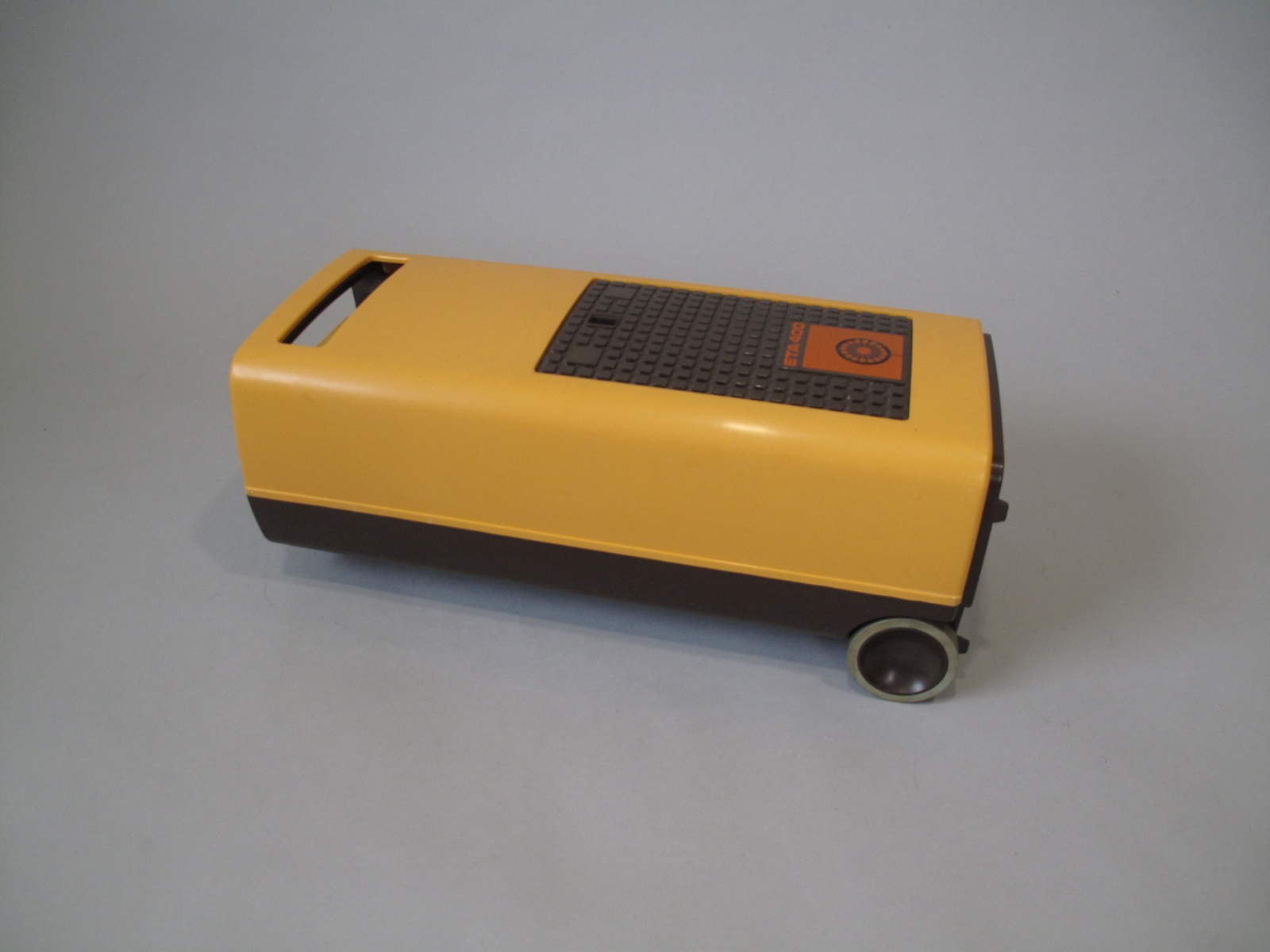
Vysavač ETA 400 (1979–1990)

### ESA
V roce 1943 zakoupil v Hlinsku část továrního objektu český konstruktér a pražský podnikatel, majitel továrny na elektrotechnické přístroje, Jan Prošvic (1907–1989) a s chotěbořským podnikatelem a majitelem továrny na kovové zboží Vilémem Eckhardtem založili akciovou společnost ESA. Název byl odvozen ze slovního spojení Elektrotechnická společnost akciová. Vstupní kapitál činil čtyři miliony protektorátních korun a dne 3. září 1943 byla společnost zaregistrována. Sídlem se stal objekt bývalé výroby hraček podnikatele Josefa Staštíka v Hlinsku (ve stejném místě v letech 1910–1933, dnes při ulici Poličská, stávala cihelna podnikatele Tlustého, následné roky přestavěná na galvanovnu a sklady).
Společnost ESA zaměstnala zhruba čtyřicet lidí a v továrních prostorách zahájila výrobu elektrotechnického zboží. Vyráběly se zde jednoduché elektrické žehličky s keramickou vložkou, plánovaná byla výroba prezentovaná jako telefonní rozdělovače pro německý Wehrmacht. V souvislosti s vojenskou výrobou nehrozilo zaměstnancům tzv. totální nasazení na území tehdejší Třetí říše. V roce 1945 měla společnost ESA zhruba tři stovky zaměstnanců, rozšiřovala výrobu a byl zakoupen zbývající tovární areál. Výroba žehliček dosáhla cca 200 tisíc kusů ročně, výrobní program byl rozšířen o vařiče, teplomety a měniče ke gramofonům. V roce 1948 byla společnost ESA znárodněna.

### Elektro-Praga
Po znárodnění byla původní společnost ESA začleněna jako výrobní závod pod správu pražského národního podniku Elektro-Praga, která do té doby (podobně jako automobilka Praga) náležela do koncernu ČKD. Obdobně byly v bývalém Československu po znárodnění začleňovány původně samostatné firmy pod nově vznikající národní podniky (n. p.), například AZNP, Tesla, Česká zbrojovka a další. Zrušením samostatné společnosti zpravidla zanikla i její původní obchodní značka.
Výrobní závod v Hlinsku započal produkci pod značkou Elektro-Praga s grafickým symbolem stejnosměrného a střídavého elektrického proudu a navazujícího písmene E. Po reorganizaci národního hospodářství v roce 1950 byl výrobní závod osamostatněn, vznikl národní podnik Elektro-Praga Hlinsko.
V roce 1952 se začal vládnoucí režim připravovat na možný válečný konflikt a reorganizoval v rámci republiky některé výrobní činnosti. Výrobce Avia Letňany měl obnovit utlumenou leteckou výrobu, proto montáž bývalých nákladních vozidel Škoda 706 R přesunul do výrobního závodu v Rýnovicích, začleněného do n. p. Elektro-Praga, Jablonec nad Nisou. Výrobní závod v Rýnovicích vyráběl silnoproudé armatury a také elektrické vysavače pro domácnosti, jejichž produkce byla předána do Hlinska.
Výroba elektrických motorů a vysavačové vzduchotechniky nebyla v původním výrobním programu n. p. Elektro-Praga Hlinsko, postupně se však stala nosným oborem činnosti. V roce 1953 vzniklo v Hlinsku nové vývojové a konstrukční oddělení, které později každoročně přicházelo s několika novými typy výrobků. Od roku 1954 byly elektrovysavače exportovány tehdy i na tzv. západní trhy.
Obchodní značku ETA v 50. letech 20. století stále vlastnil n. p. MEOPTA Přerov a prakticky ji nevyužíval. Její atraktivní zvuk v Československu i v zahraničí vedl k tomu, že práva na ochrannou známku byly v roce 1960 převedeny na n. p. Elektro-Praga Hlinsko, který ji využil pro vybrané výrobky s označením tzv. oválnou značkou ETA (původní z roku 1929). Mnohé výrobky však byly dále označované symbolem značky Elektro-Praga, ještě i v 90. letech 20. století. V roce 1991 se Elektro-Praga Hlinsko přeměnila na akciovou společnost a do roku 1995 dále tento název používala.

### ETA
V roce 1996 došlo ke sjednocení značky, ochranné známky a názvu výrobce na ETA a. s., se sídlem na adrese Hlinsko, Poličská 444, PSČ 539 16 (IČ: 000 10 341). Akciová společnost byla zapsaná v obchodním rejstříku vedeném Krajským soudem v Hradci Králové, oddíl B, vložka 95. Výrobní program byl rozšířen o další druhy elektrospotřebičů pro domácnost, včetně výroby elektrických topných těles.
Důvodem organizačních změn byl také prodej společnosti Elektro-Praga v Jablonci nad Nisou (výrobce elektroinstalačního materiálu) obchodní švédsko-švýcarské nadnárodní korporaci ABB se sídlem v Curychu, a tedy nutnost definitivně vyřešit známkoprávní nejasnosti vzniklé v důsledku znárodnění a delimitací.

### Změny v majetkové struktuře

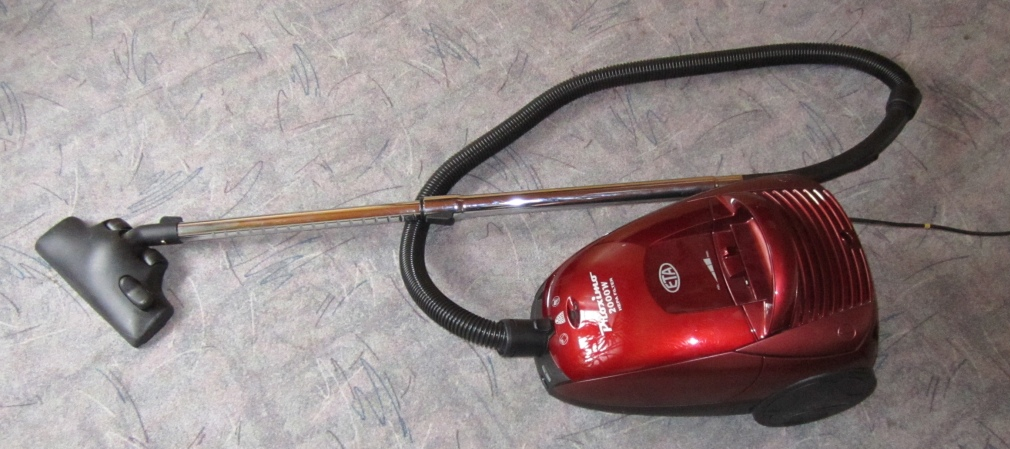
Vysavač ETA 6450 (2009)

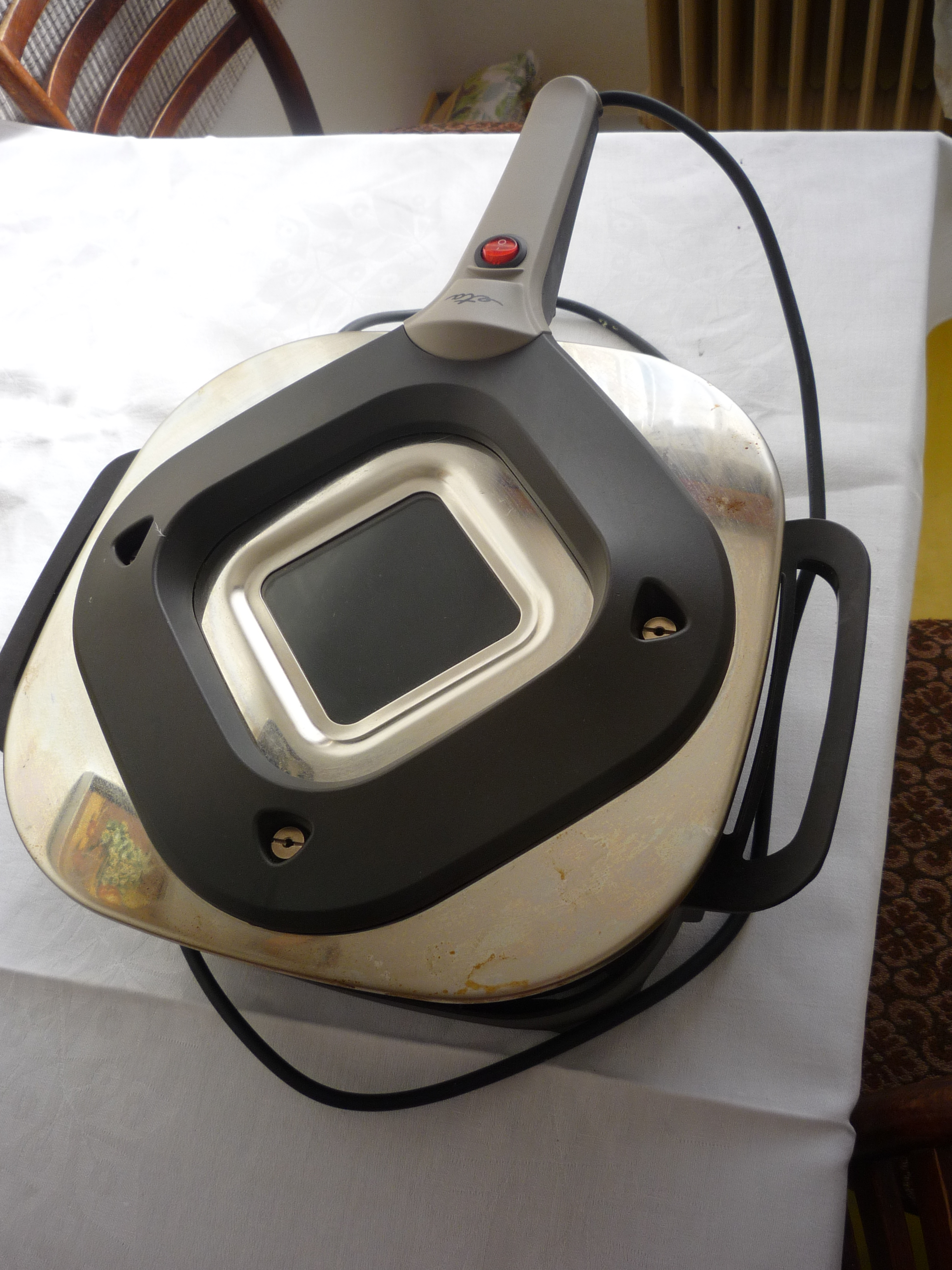
Pečicí hrnec ETA Pečenka (2014)

Koncem 90. let 20. století měla společnost hospodářské problémy, v roce 2001 do ní vstoupila tehdy česká společnost Plastkov Liberec podnikatele Marka Rybáře a ve spolupráci s ní společnost ETA zaměřila část výroby na automobilový průmysl (výlisky, kabelové svazky aj.).
Výroba topných spirál a těles, včetně části výrobního areálu na ploše 7000 m², byla v roce 2001 prodána do vlastnictví společnosti Backer Elektro CZ s.r.o., součásti společnosti NIBE Element spadající pod švédský koncern NIBE Industrier AB.
V roce 2002 bylo součástí akciové společnosti ETA celkem šest dceřiných obchodních společností, z toho tři v zahraničí a dvě se zahraniční kapitálovou účastí. V Hlinsku se vyráběly zejména elektrické vysavače, v závodě v Miloticích nad Bečvou pak tepelné spotřebiče. Prodejní program tvořilo 36 druhů výrobků se zhruba dvěma sty typy a provedeními. Většina výrobků byla výsledkem vlastního vývoje společnosti a měla originální konstrukci. Společnost ETA-TRADING spravovala tuzemskou obchodní síť, která zahrnovala 50 maloobchodních prodejen a 3 velkoobchodní střediska. V roce 2004 došlo ke sloučení firem ETA a Plastkov pod jednotné vedení, v roce 2005 se výrobní oddělení rozdělilo na dvě divize: Elektrické spotřebiče a Plastkov – výroba komponentů.
V roce 2008 firmu ovládla společnost BENSON OAK CAPITAL COÖPERATIEF U. A. (Amsterdam, Nizozemské království). Do závodu v Hlinsku byla přenesena také část výroby likvidované firmy BTV Havlíčkův Brod. Podnik vykazoval v následujících letech ztráty (21 milionů Kč při miliardových tržbách v roce 2008, 19 milionů korun při tržbách 746 milionů Kč v roce 2009). Nový majitel rozdělil dosud organizačně propojenou výrobu na část pro domácnosti a pro automobilový průmysl, začleněnou postupně ve společnosti ETA (2008), Plastkov (2009) a Megatech (2010).
V roce 2011 společnost ETA ukončila výrobu domácích elektrospotřebičů v Hlinsku a přesunula ji do spolupracující firmy E-technik v Miloticích nad Bečvou, v Hlinsku zůstalo cca 200 kmenových zaměstnanců pro logistiku, obchod, sklady a reklamace.
Od roku 2011 vlastní firmu ETA česká společnost HP TRONIC Zlín, spol. s r.o.

## Umístění v soutěžích obchodních značek

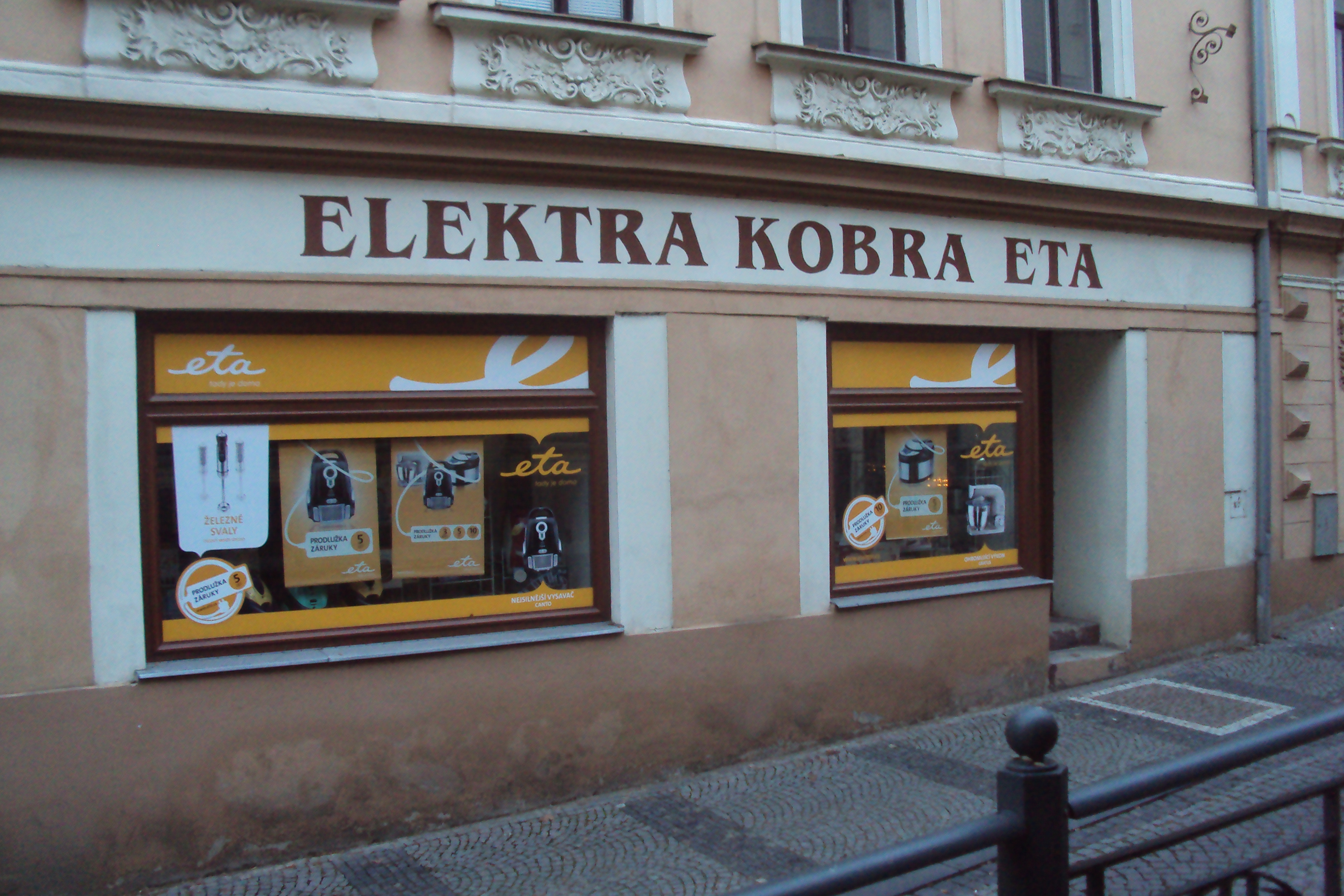
Prodejna ETA v České Lípě

- 1998 a 1999 – 2. místo v hodnocení nejznámější české značky (Agentura Sofres-Factum, první místo ŠKODA Auto)
- 1999 – 1. místo v novinářské kategorii „Signum Temporis" (za informační otevřenost)
- 1999 – 1. místo v hodnocení českých firem občany České republiky (záruka kvality, Agentura ULTEX)
- 2000 – 1. místo v kategorii kuchyňských a domácích spotřebičů v Česku (nejdůvěryhodnější obchodní značky, průzkum Reader’s Digest European Trusted Brands)
- 2001 – 1. místo mezi nejlépe hodnocenými značkami malých elektrospotřebičů (průzkum Agentura AISA)